# Podiceps occipitalis
Podiceps occipitalis là một loài chim trong họ Podicipedidae.